# トゥルチャ・オラシュ駅
トゥルチャ・オラシュ駅（トゥルチャ・オラシュえき）は、ルーマニア国トゥルチャ県トゥルチャ市にある、ルーマニア国鉄804号線の駅である。

## 駅構造

### ホーム
2面2線の地上駅。櫛型ホームで、島式ホーム1面と片側ホーム1面からなる。
| 路線    | 方向   | 行先                                         | 備考       |
| ------- | ------ | -------------------------------------------- | ---------- |
| 804号線 | 西方向 | メドジディア、コンスタンツァ、ブカレスト方面 | 特急、普通 |

### ダイヤ[1]
一日2本の運行だが、夏季は3本に増発される。金・土・日曜日および夏季は、うち1本が特急として運行されるが、ニコラエ・バルチェスクまで各駅に停車する。

## 隣の駅
ルーマニア国鉄
804号線
特急
トゥルチャ・ムルフリ駅 - トゥルチャ・オラシュ駅
普通
トゥルチャ・ムルフリ駅 - トゥルチャ・オラシュ駅

## その他
ルーマニア最東端の駅で、ドナウ川河口に近い。